# 弗蘭克紐恩斯冰川
弗蘭克紐恩斯冰川（英語：Frank Newnes Glacier），是南極洲的冰川，位於維多利亞地的彭內爾海岸，最終注入普雷舍灣，由英國探險隊繪入地圖，現時由南極條約體系管理。